# Monte Cornaccione
Il monte Cornaccione, più comunemente Cornaccione, è una montagna nelle Marche, in Provincia di Macerata, nel Parco nazionale dei Monti Sibillini, a 1769 m s.l.m..

## Etimologia del nome
Il nome Cornaccione viene dal fatto che è uno sperone di roccia che ricorda un corno.

## Paesi vicini
L'unico paese nelle vicinanze del monte è Macchie, che si trova alle sue pendici.

## Percorsi
Il Cornaccione è raggiungibile dai Monti Bicco e Bove Sud.